# Тип 56
Type 56  — китайський автомат, розроблений фірмою Norinco на базі АКМ. Перший автомат виробництва КНР.

## Історія
Китайська Народна Республіка однією з перших освоїла виробництво автомата Калашникова. У роки радянсько-китайської дружби Китай отримав ліцензію на випуск збройового комплексу у вигляді автомата АК, карабіна СКС та ручного кулемета Калашникова і з кінця 1950-х років випускав їх під найменуванням Type 56.
Автомат Type 56 ранніх серій конструктивно практично повністю повторював радянський АК-47 тип 3. Проте з часом в його конструкцію стали вноситися зміни. З'явився голчастий невідокремлений багнет, що складається в похідному положенні вниз і назад під ствол і став однією з «фірмових» відмінностей китайських автоматів. Змінилася форма приклада, задня антабка з лівого боку ствольної коробки перемістилася на нижню частину приклада.

## Бойове застосування
Автомат Type 56 активно експортувався та передавався різним країнам та повстанським рухам по всьому світу в період Холодної війни.
Першим конфліктом стала війна у В'єтнамі, де Type 56 разом з АК-47 та АКМ став символом боротьби проти американців. Під час ірано-іракської війни обидві сторони активно використовували китайську зброю. Іран розгорнув також неліцензійне виробництво, яке існує понині. Під час громадянської війни на Балканах «китайський АК» був основною зброєю хорватських та албанських збройних формувань. В середині 1990-х Шрі-Ланка змінила свої L1A1 та HK G3 на Type 56.
У самому Китаї у частинах першої лінії Type 56 давно змінено на більш сучасні Type 81, QBZ-95, QBZ-191 та Type 03, однак Type 56 є в резерві та міліційних частинах. Norinco продовжує виробництво на експорт.
Під час війни в Афганістані моджахеди отримували таку зброю у великих кількостях. Тому і понині Type 56 можна зустріти в усіх куточках країни (автомат офіційно перебуває на озброєнні місцевої армії разом з АК-47 та АКМ).
Китайські автомати також присутні на цивільному ринку країн Західної Європи та США.

## Модифікації
- Type 56 — Основний варіант, який виготовляється з 1956.

- Type 56-I — Копія АКС-47, без багнета. З середини 1960-х повний аналог російського АКМС[2].

- Type 56-II — Модернізована копія АКМ. Виробництво почалось в 1980. Більша частина виготовлена на експорт, у Китаї велика рідкість.

- Type 56-4 — Варіант Type 56-1 під патрон 5,56x45 NATO.

- Type 56C (QBZ-56C) — Версія карабіна для китайського флота. Виготовляється з 1991.

- Type 56S або Type 56 Sporter або MAK-90 — Напівавтоматична версія для цивільного ринку.

- NHM 91 — Спортивна версія типа ручного кулемета Калашникова.

- Type 84S — Цивільна версія під патрон 5,56×45 мм NATO.

- KL-7,62 — Неліцензійна іранська копія.

- MAZ — Суданська ліцензійна копія.

## Країни-експлуатанти
- Афганістан
- Албанія
- Ангола
- Вірменія
- Бангладеш. Виготовляється по ліцензії на Bangladesh Ordnance Factories.
- Бенін
- Болівія
- Камбоджа
- Бірма
- Сьєрра-Леоне
- Хорватія
- Естонія. На озброєнні деяких частин армії є Type 56-2.
- Східний Тимор. На озброєнні морського флоту Type 56-2.
- Фінляндія. Місцева назва для Type 56-2 — 7,62 RK 56 TP, використовується в резервних частинах.
- Кенія. На озброєнні поліції Type 56-2.
- Лаос
- Малайзія
- Малі
- Московія
- Мальта
- Ірак
- Іран
- Намібія
- Північна Корея
- Пакистан
- Китайська Народна Республіка
- Філіппіни
- Руанда. Через санкції експортовані за допомогою Заїру.
- Південний Судан.
- Шрі-Ланка
- Судан. Виготовляється за ліцензією як MAZ.
- Сирія
- Чад
- Таджикистан
- Україна[3][4]

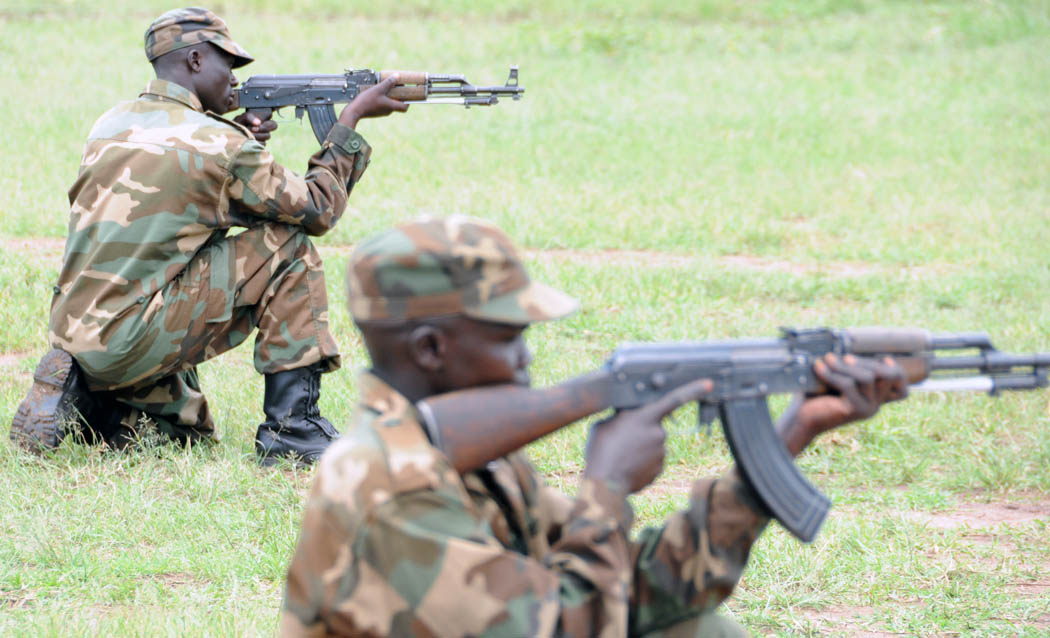
Уганда
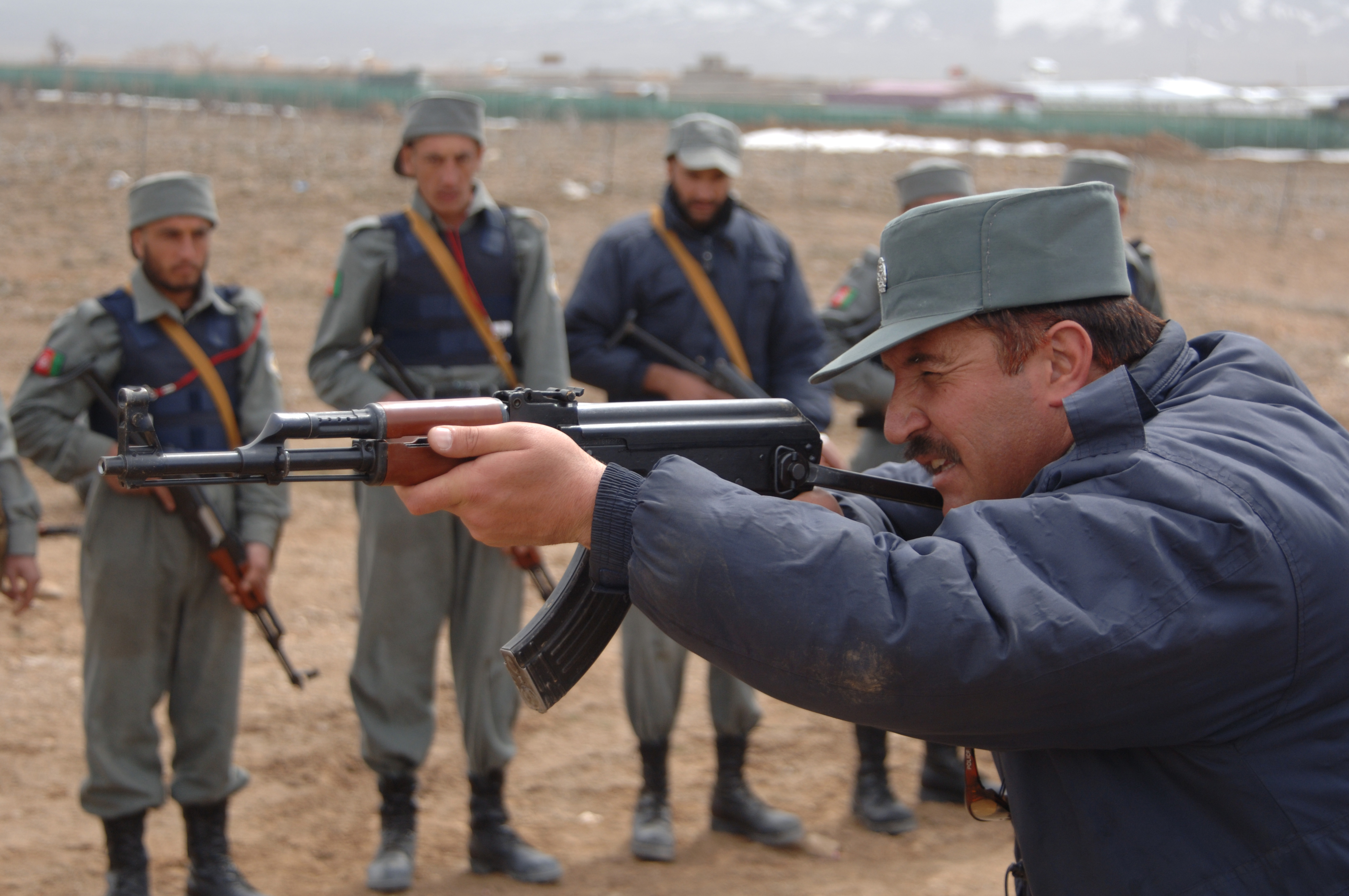
Афганістан
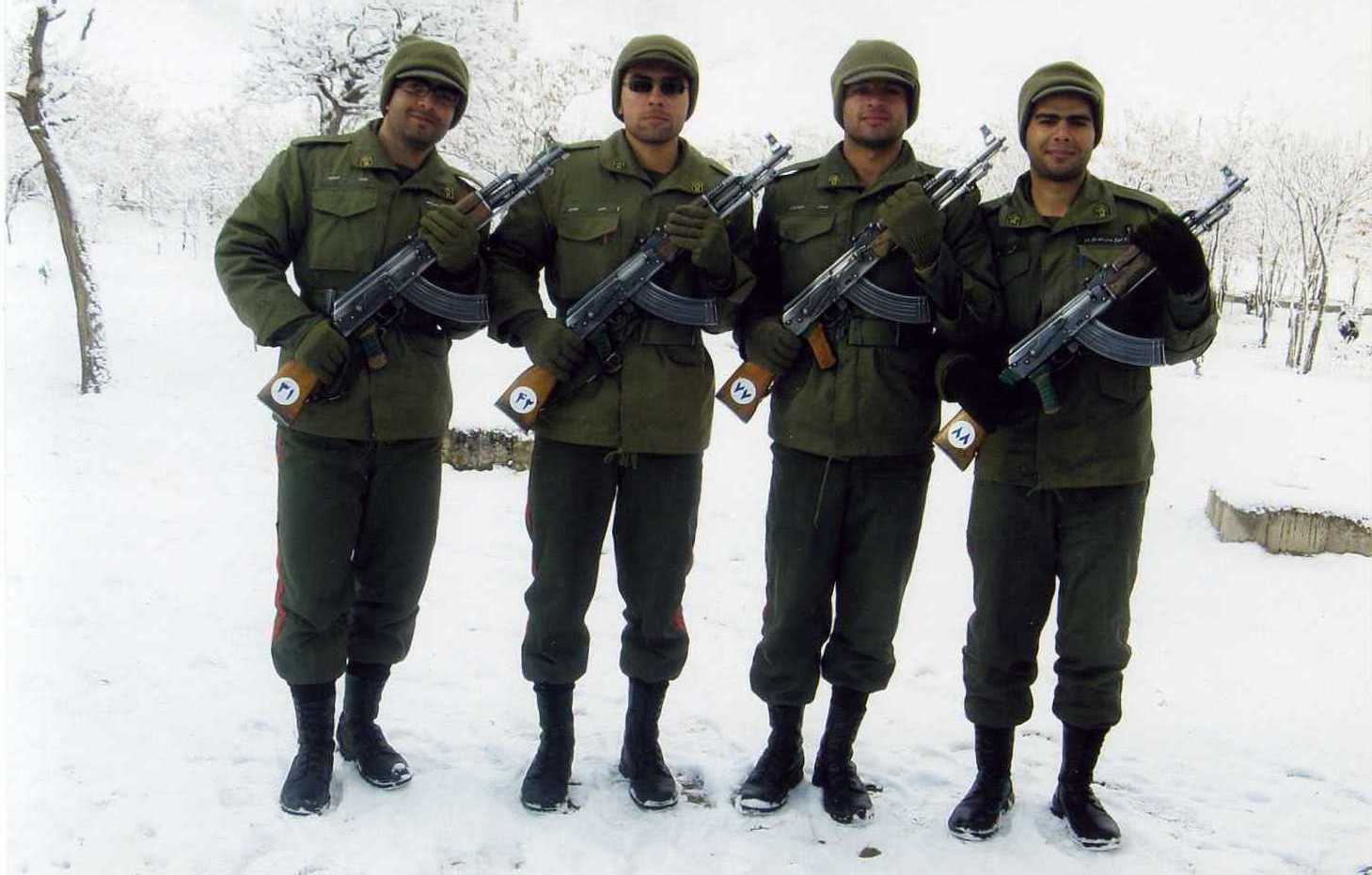
Іран
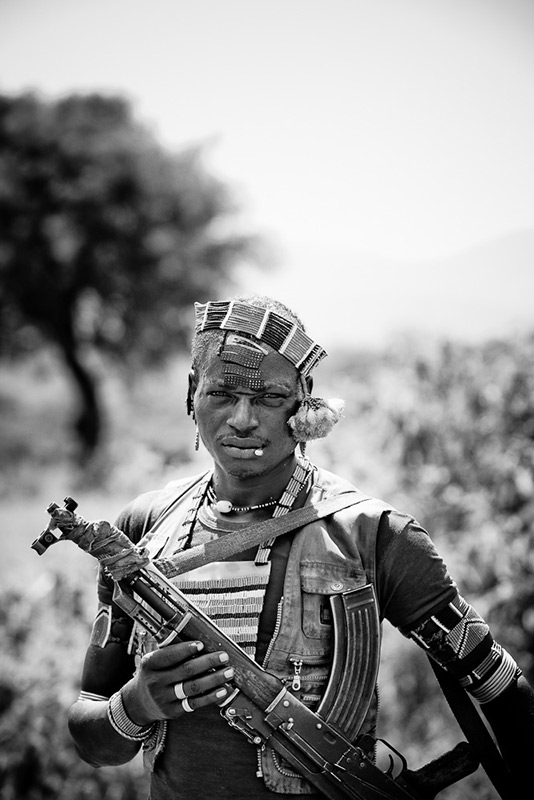
Ефіопія
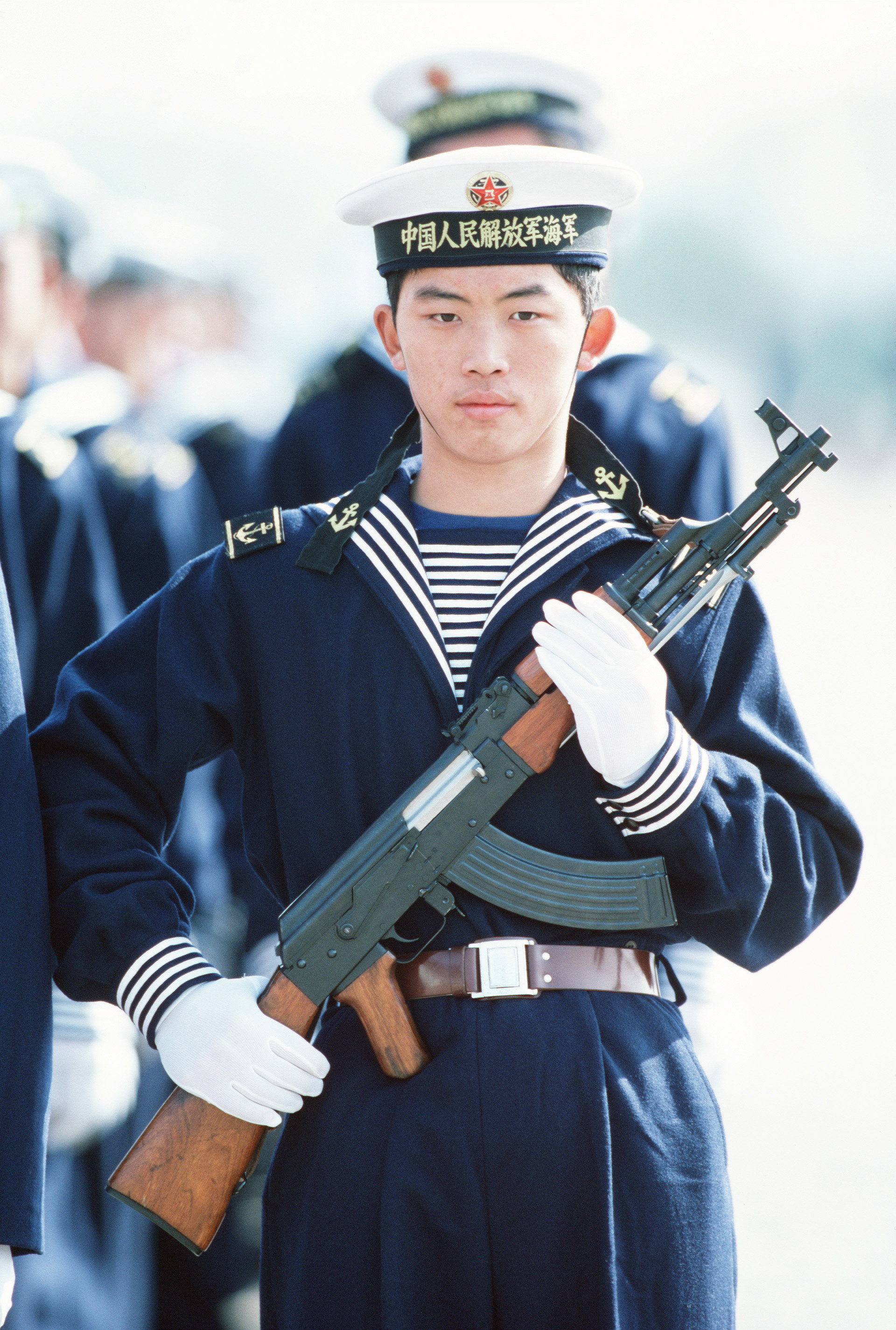
Китайський моряк

- В'єтнам

- Уганда
- Афганістан
- Іран
- Ефіопія
- Китайський моряк